# Eleutherospora
Eleutherospora Heydrich, 1900  é o nome botânico  de um gênero de algas vermelhas marinhas pluricelulares da família Hapalidiaceae, subfamília Melobesioideae.

## Sinonímia
Atualmente é considerado como sinônimo de:
- Phymatolithon Foslie, 1898

## Espécies
- Eleutherospora polymorpha (Linnaeus) Heydrich, 1900

= Phymatolithon calcareum (Pallas) W.H. Adey & D.L. McKibbin 1970